# Дора Габе (конкурс)
Вижте пояснителната страница за други значения на Дора Габе.
Националната литературна награда „Дора Габе“ за поетеси на името на голямата поетеса Дора Габе, родена в с. Дъбовик, Генерал-Тошевска община, е учредена през 1996 г. от Община Генерал Тошево и Съюза на българските писатели, Издателска къща „Пламък“ и Народно читалище „Дора Габе“ в с. Дъбовик.

## Наградени автори
| №  | Година | Жури | Лауреати |
| -- | ------ | --- | --- |
| 1  | 1996   | | |
| 2  | 1998   | | Награди в два раздела – за ученички и за жени на възраст от 18 до 30 години. Наградите във втората група са: първа награда – Патриция Николова и Елка Димитрова, втора награда – Крася Димитрова, трета награда – Ивон Тачева. |
| 3  | 2000   | Жури с председател Георги Константинов и членове Димитър Танев и Виолета Панева. | Оля Стоянова от София – първа награда, Мира Душкова от Русе и Даниела Михалева от Плевен – втора награда, Миглена Георгиева от с. Славеино, Пловдивско, и Лора Шумкова от София – трета награда. Специална награда на името на г-ца Калина Плута от Канада, родственица на Дора Габе – Патриция Николова от София. |
| 4  | 2002   | | |
| 5  | 2004   | Жури с председател Димитър Танев от издателска къща „Пламък“ и членове Калина Ковачева, също от ИК „Списание Пламък“, и Виолета Пеева – родственица на Дора Габе.                                                         | В раздела за цикъл стихове са присъдени две първи награди. Едната е от името на Съюза на българските писатели и е за Нели Лишковска от София. Втората първа награда се връчва от списание „Пламък“ на Сибила Алексова от Перник. В този раздел са присъдени още две втори и две трети награди. За отделни стихотворения са отличени още три млади поетеси. |
| 6  | 2006   | Жури с председател Николай Петев и членове Христо Ганов, Калина Ковачева и Виолета Пенева. | Елена Денева от гр. Полски Тръмбеш – лауреат на наградата. Първа награда за цикъл стихове получава Гергана Атанасова от Казанлък. Втората награда си поделят Бояна Петкова и Яница Радева, а Светла Стайкова е отличена с третото място. В категорията отделни стихотворения начело е Екатерина Карабашева, на втора позиция – Яна Монева, и на трета – Силвия Куюмджиева. |
| 7  | 2008   | | Светла Стайкова – първо място, Лалка Павлова от Плевен и Галина Ганова от Враца – второ място, Ружа Матеева от София – трето място. Три поощрителни награди – Мартина Стефанова (Плевен, 9 клас), Анита Велева (Плевен, 11 клас) и Мария Гюзелева (Елхово). |
| 8  | 2010   | Жури с председател Христо Ганов и членове Боян Ангелов и Виолета Пеева. | Емилия Найденова от София – първа награда, Красимира Кацарска от Благоевград и Христина Комаревска от Плевен – втора награда, Пламена Стоянова от Варна – трета награда. С награда от председателя на Славянска академия Елка Няголова е удостоена Елена Денева. Четири млади поетеси – Лора Димитрова, Светлана Няголова, Мария Гаралова и Мария Рангелова получават почетни грамоти. |
| 9  | 2012   | Жури с председател Христо Ганов – секретар на СБП, и членове Боян Ангелов – председател на фондация „Читалище-1870“ и Виолета Пенева – родственица на Дора Габе.                                                          | Мая Митова от Кресна – първа награда, Бистра Малинова от Перник – втора награда, Калина Василева от София и Галина Иванова от Варна – трета награда. Поощрителни награди са присъдени на Левена Филчева от София, Христина Комаревска от Плевен, Ирина Велева от София и Радостина Драгоева от Варна. Специалната награда на Славянската академия – Варна, е дадена на Евелина Кованджийска от Пловдив.                                                                                               |
| 10 | 2014   | Жури с председател Христо Ганов – секретар на СБП, и членове Боян Ангелов – председател на фондация „Читалище-1870“ и Виолета Пенева – родственица на Дора Габе.                                                          | Левена Филчева от София – първа награда, Ирена Цветкова от Плевен – втора награда, Стефка Маринова – трета награда. Поощрителни награди са присъдени на Христина Маджарова, Десислава Живкова, Дора Желязкова – Марта, Милка Пиналска, Рени Митева, Мария Иванова Фьон и Лилия Гюлева. |
| 12 | 2016   | Жури в състав Боян Ангелов – председател на Управителния съвет на Съюза на българските писатели, Христо Ганов – поет, секретар на Съюза на българските писатели, и Виолета Пенева – преводачка, родственица на Дора Габе. | Христина Петкова от Плевен – първа награда, Мария Панайотова от София – втора награда, Диана Николчева от Враца – трета награда. Наградата на „Славянска академия“ – Варна е за Станислава Пирчева от София, а на издателство „Захарий Стоянов“ – за Павлина Стаменова от Разград. Връчени са и 7 поощрителни награди. |
| 13 | 2018   | Жури с председател Боян Ангелов – председател на Управителния съвет на Съюза на българските писатели. | Първа награда не се присъжда. Магдалена Георгиева Шумарова от Петрич – втора награда (за стихотворенията „Розата на любовта“ и „Победа“), Лиляна Славова Качова от София (за стихотворенията „Молебен за дъжд“, „Късни слънчогледи“ и „Реката“) и Радостина Йорданова Драгоева-Калчева от Варна (за стихотворенията „Зюмбюли по изгрев“, „Дъждовен пулс“ и „Мажорно“) – трета награда. Връчени са и 5 поощрителни награди.                                                                            |
| 14 | 2020   | Жури в състав Иван Гранитски – председател, и членове: Боян Ангелов, Панко Анчев, Петранка Божкова и Маргарита Великова.                                                                                                  | Петя Цонева Иванова от Габрово – първа награда, Нели Коларова от Добрич – втора награда, Даниела Добрева Петрова и Людмила Иванова Тодорова – и двете от София – трета награда. Поощрителни награди – Оля Стоянова от София, Гюлшен Алиева Караманлиева от Плевен, Христина Борисова Главанова от Севлиево и Детелина Стефанова от Ямбол. Специалната награда на издателство „Захарий Стоянов“ – София Милева от Хасково, а приз на издателство „Български писател“ – Мария Матеева Шопкина от София. |
| 15 | 2022   | Жури в състав Иван Гранитски – председател и членове: Боян Ангелов и Панко Анчев | Първа награда – Христина Борисова Главанова от Севлиево, втора награда – Павлина Йосева от Шумен (живее в София), трета награда – Светлана Николова Ангелова от Харманли. Поощрителни награди: Гюлшен Алиева Караманлиева от Плевен, Людмила Калоянова – Славова от София, Даница Ивова Христова от Велико Търново, Аделина Божидарова Леви от София |